# Diambendi Madiega
 (septembre 2023).
Diambendi Madiega, aussi connu sous le nom de Naaba Wogbo, né entre 1953 et 1954, est un guérisseur traditionnel burkinabé et chef communautaire de Bollé au centre-nord du Burkina Faso. Son soutien aux personnes déplacées internes du fait de la crise sécuritaire lui vaut le  prix Nansen pour les réfugiés en 2021.

## Biographie
Madiéga est guérisseur traditionnel et chef communautaire de Bollé, près de Ouagadougou. l est connu dans sa communauté mossi sous le nom de Nabaa Wogbo (langue mooré, en français : chef éléphant ).

### Actions sociales
Il utilise ses terres et ses ressources pour héberger et  nourrir plus de 2500 personnes déplacées internes (PDI)  et des réfugiés fuyant la guerre du Mali,. En 2022 le nombre de PDI au Burkina Faso est estimé à
188 239 réfugiés
personnes.
En dehors du support matériel, Madiéga joue aussi le rôle de médiateur entre les réfugiés et les communautés locales. Il facilite leur intégration et les aide dans les démarches administratives auprès d'organisations non gouvernementale (ONG) et institutions telles que le Haut-Commissariat des Nations Unies pour les réfugiés,,.

## Prix et distinctions
Avec Roukiatou Maiga, une Burkinabè qui aide aussi les réfugiés, il est co-lauréat régional du prix Nansen pour les réfugiés du Haut-Commissariat des Nations unies pour les réfugiés en 2021,.

## Vie privée
Il est marié à cinq femmes et père de 32 enfants,.